# Автомодельний спорт

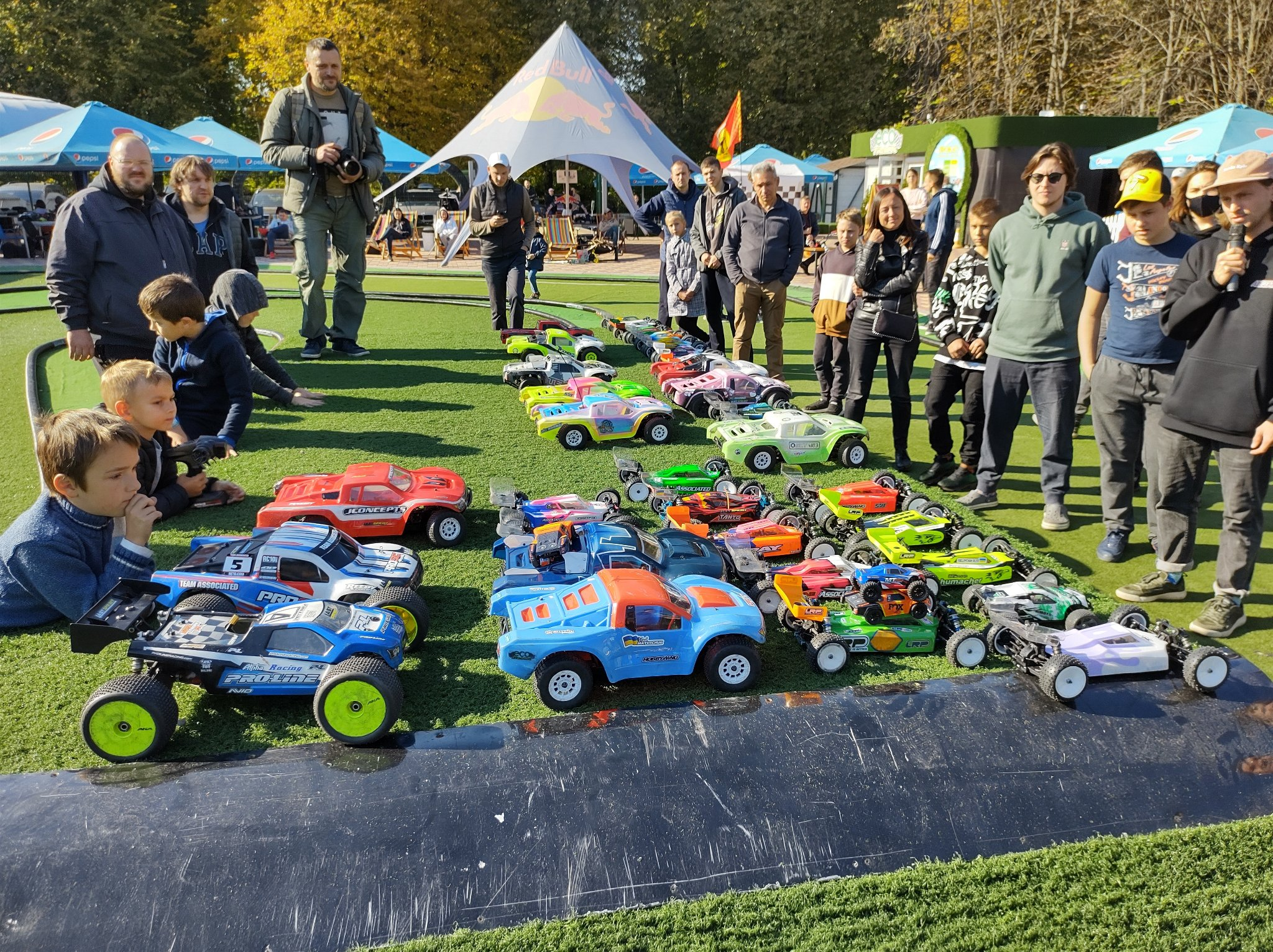
Радіокеровані автомоделі, Україна, Київ, Eco-Track, 2022 рік

Автомоде́льний спорт — технічний вид спорту з конструювання та виготовлення моделей автомобілів, випробування та управління ними на спеціальних трасах.
Автомодельний спорт поділяється на наступні дисципліни:
- Радіокеровані автомоделі
- Кордові автомоделі
- Трасові автомоделі

Крім дисциплін, автомоделі відрізняються за настипними ознаками:
- за масштабом: 1:5, 1:8, 1:10, 1:12, 1:14, 1:16, 1:18, 1:24, 1:28, 1:32, тощо
- за типом двигуна: двигун внутрішнього згорання (калильний або бензиновий); электричний двигун (коллекторний або безколекторний)
- за класом: шосейні (формула, турінг, дрифт, дрег), позашляховики (багі, шорткорс, краулер)

Залежно від класу визначаються основні технічні вимоги для автомоделей.

## Історія розвитку
Початок автомодельного спорту покладено 1942 року у Франції, коли при головному спортивному клубі гоночних автомобілів у Парижі було створено секцію автомоделізму.
Невдовзі автомодельні осередки з'явилися в Італії та Великій Британії.
Після Другої світової війни гуртки автомоделізму функціонували в Бельгії, Нідерландах, Швейцарії та ФРН.
1949 року в м. Ліон (Франція) відбулися перші змагання між моделістами Франції та Італії.
1952 року в м. Базель (Швейцарія), на 1-му Чемпіонаті Європи, представники Франції, Італії, Швейцарії та Англії утворили Європейську федерацію автомоделізму (франц. Federation Européenne du Modelisme Automobile, FEMA/EFRA).
Згодом автомодельний спорт почав розвиватися і на інших континентах — в Австралії та Америці.
На міжнародному рівні автомодельним спортом керує Міжнародна федерація автомодельного спорту (англ. International Federation of Model Auto Racing, IFMAR), яка розробляє правила, класифікацію моделей і порядок проведення змагань міжнародного рівня. Під її егідою з 1977 раз на 2 роки проводяться чемпіонати світу.

## Розвиток автомодельного спорту в Україні

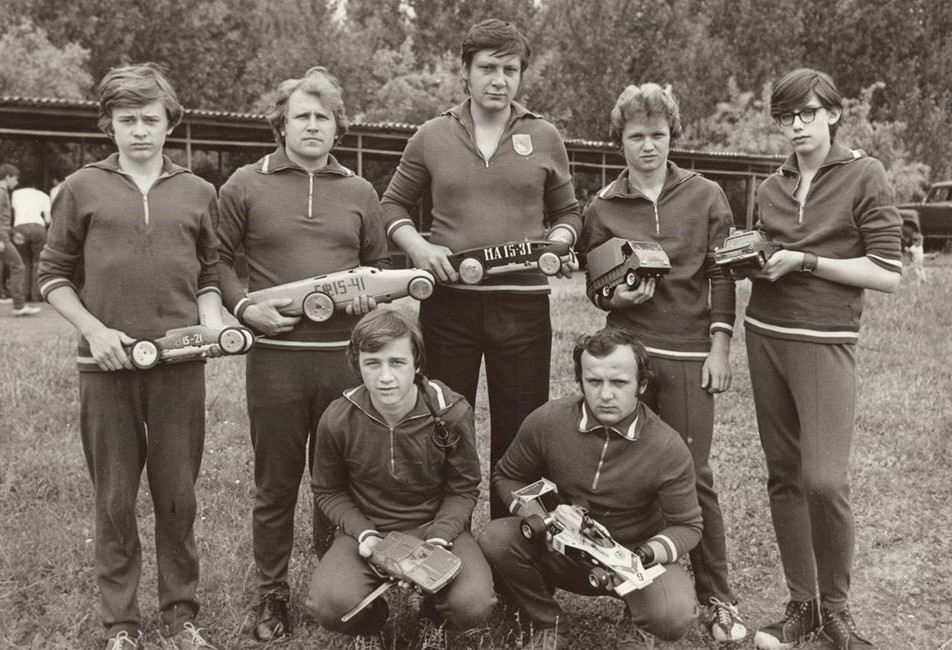
Змагання з автомодельного спорту, Україна, Ужгород, 1979 рік

В Україні автомодельний спорт розвивається з 1950-х. В 1957 році проведено 1-й Чемпіонат СРСР з автомоделізму, на якому перемогла команда України, до складу якої входили переважно харків'яни.
В 1958 році ентузіастами автомодельного спорту було утворену Федерацію автомодельного спорта України.
В 1968 автомодельним спортом в Україні займалося близько 100 тис. чоловік.
1993 на Чемпіонаті Європи (м. Варна, Болгарія) Україну прийнято до складу FEMA і збірна України дебютувала на цих змаганнях. Щорічно спортсмени з України беруть участь у чемпіонатах Європи, а з 1995 року — у чемпіонатах Cвіту.
Автомодельний спорт офіційно визнаний в Україні, як технічний неолімпійський вид спорту. Розвитком його опікується Національна українська федерація автомодельного спорту (англ. Ukrainian Federation of Automodel Sport, UFAS).
Серед спортсменів найвідоміші — С. Якубович, О. Маслов, А. Якимів, А. Смольников, А. Єфімов, І. Сафіяник, Є. Бражко, Д. Чуб, В. Косневич та інші.